# Utpalendu Chakraborty
Utpalendu Chakraborty (bengalisch: উৎপলেন্দু চক্রবর্তী, Utpalendu Cakrabartī; * 1948 im Distrikt Pabna; † 20. August 2024 in Kolkata) war ein bengalischer indischer Filmregisseur, Musiker und Romanautor.

## Leben
Chakraborty stammte aus dem heute zu Bangladesch gehörigen Distrikt Pabna. In seiner Jugend hatte sein Onkel Swarnakamal Bhattacharya, ein kommunistischer Schriftsteller und Drehbuchautor der IPTA-Filme Chinnamul (1950, Regie: Nemai Ghosh) und Tathapi (1950, Regie: Manoj Bhattacharya), Einfluss auf seine Entwicklung. Während seines Studiums an der University of Calcutta war er agitatorisch beim Studentenflügel der CPI(ML) aktiv. 1967 schloss er mit einem Master in Modern History ab. Er veröffentlichte unter dem Pseudonym Swaranamitra die Kurzgeschichtensammlung Prasab und arbeitete als Lehrer unter der Stammesbevölkerung in Westbengalen, Bihar und Orissa bis ihn gesundheitliche Probleme 1971 wieder nach Kolkata zurückkehren ließen.
Seine erste Filmarbeit war die 16-mm-Dokumentation Mukti Chai (1977), mit der er sich für die Freilassung politischer Gefangener während der Notstandszeit einsetzte. Vom marxistisch-leninistischen Standpunkt argumentierte er, dass die Gesetze des britischen Kolonialregimes vom indischen Staat kopiert wurden und das in der Notstandsgesetzgebung (Maintenance of Internal Security Act) kulminierte.
Chakrabortys Spielfilme Chokh (1980) und der NFDC-produzierte Debshishu (1982) – über die religiös-finanzielle Ausbeutung einer kindlichen Missgeburt – wurden mit Preisen ausgezeichnet. Er drehte Dokumentarfilme über den Sänger Debabrata Biswas und den Filmregisseur Satyajit Ray. In den 1980er Jahren war er häufig für das indische Fernsehen tätig.

## Filmografie
- 1977: Mukti Chai (Dokumentarfilm)
- 1980: Moyna Tadanta
- 1982: Die Augen (Chokh)
- 1983: Debabrata Biswas (Dokumentarfilm)
- 1984: Music of Satyajit Ray (Dokumentarfilm)
- 1985: Debshishu
- 1986: Aparichita (Fernsehfilm)
- 1986: Rang (Fernsehfilm)
- 1988: Bikalpa (Fernsehfilm)
- 1989: Phansi
- 1989: Janani (Fernsehfilm)
- 1989: Dwibachan (Fernsehfilm)
- 1989: Sonar Chheye Dami (Fernsehfilm)
- 1989: Chhandaneer
- 1994: Prasab